# Верла
Ве́рла (фин. Verla) — хорошо сохранившаяся историческая промышленная деревня на юге Финляндии в провинции Кюменлааксо. Деревня с 2009 года входит в состав городского муниципалитета Коувола. Расстояние от Верлы до Коуволы — 30 км, до Хельсинки — 160 км. В деревне располагается важный объект промышленной истории Финляндии — деревоперерабатывающая фабрика Верла.